# 桜区
桜区（さくらく）は、埼玉県さいたま市を構成する10区のうちの一つ（旧浦和市西部）。

## 地理
埼玉県の県庁所在都市であるさいたま市の南西部に位置する。区域は旧浦和市の大久保地区と、南東部を除く土合地区の大部分にあたる。
区の西端には荒川が流れ、（上流から）西区（一部が右岸にある）、富士見市、志木市および朝霞市との境界をなしている。このうち西区の荒川右岸および富士見市には橋が架かっていないため、陸路で直通することはできない。また、荒川の近くを鴨川が南北に流れる。区の南西部はこの二つの川を含む広大な河川敷が広がっていて、秋ヶ瀬公園、さくら草公園、荒川総合運動公園といった公園や、農地などとして利用されている。荒川河川敷は全て大字下大久保に属する。首都高速埼玉大宮線より東側は主として宅地となっているほか、西側でも宅地開発が進んでおり、近年812戸の大規模マンションが建設された。
区のほとんどは低地からなるが、区の東部の一部が大宮台地の与野支台にかかっている。区の北部から東部にかけ、旧河道を示すとみられる自然堤防などの地形が見られることから、大昔には区域の大部分が現在とは逆の荒川（入間川）右岸にあったこともあると見られている。

### 河川
- 荒川
- 鴨川
- 鴨川放水路
- 鴻沼川（霧敷川）
- 油面川
- 櫃沼排水路
- 田島排水路
- 高沼用水路西縁
- 道の下排水路
- 作田排水路
- 白神川
- 江川

## 歴史

### 概史
- 低地の広がる現桜区域では、自然堤防などの微高地が集落、後背湿地が水田として利用されてきた。このため弥生時代以降、様々な時代の集落や律令体制下の条里制の遺構（大久保条里遺跡など）が各地に見られる。また、5世紀後半から7世紀にかけて、白鍬地区や西堀地区など各所に古墳が造られ、大久保古墳群や土合古墳群が形成された。
- 律令体制下において足立郡は七つの郷からなっていたといわれている。このうち「大里郷」「殖田郷」などが現桜区周辺にあったと比定する説もあるが、定かではない。また南北朝時代以降、大窪郷という集落があったとされ、現在の「大久保地区」の地名の興りとなったとされる。
- 律令体制下において大久保領家に足立郡の郡衙が置かれていたと推定されており、さいたま市内で最も早くから繁栄していたエリアであった。
- 鎌倉時代、大久保地区を鎌倉街道が通じており、2018年現在も県道215号線等として残っている。またこの街道が入間川（現：荒川）を渡る地点が羽根倉であり、こちらも「羽根倉橋」（国道463号の荒川架橋）等に名を残している。畠山重忠の館が道場にあった。
- 1350年（観応元年）、観応の擾乱に応じ羽根倉の戦いが起こり、足利尊氏方の高麗経澄が足利直義方の難波田九郎三郎らを破る。
- 1920年（大正9年）、田島ヶ原のサクラソウ自生地が天然記念物に指定される。
- 第二次世界大戦後、東京の郊外化に伴い人口が急増を始め、この地区の浦和市への合併の一因となる。
- 1964年（昭和39年）7月から1969年（昭和44年）12月にかけて、埼玉大学が浦和市内常盤（現：浦和区）から下大久保へ移転する。
- 1973年（昭和48年）4月1日、国鉄武蔵野線が開通。西浦和駅が開設される。
- 1985年（昭和60年）9月30日、国鉄埼京線が開通。

### 沿革
桜区の範囲は旧浦和市の西部にあたる。これは昭和の大合併以前の自治体では土合村の南東部（関・鹿手袋）を除く地域と大久保村にほぼ相当する。
- 1877年（明治10年）1月29日 - 西蓮寺村と千駄村が合併し、栄和村となる。
- 1879年（明治12年）3月28日 - 元宿村が同じ足立郡内にあった本宿村との重複を避け、南元宿村となる。一方本宿村も北本宿村と変更され、このことが後に北本市の名前が生まれる原因となった。
- 1889年（明治22年）4月1日 - 上大久保、下大久保、五関、植田谷領領家、植田谷領在家、塚本、宿、神田、白鍬の九か村が合併して大久保村に、南元宿、田島、鹿手袋、西堀、関、与野領町谷、新開、栄和、道場、中島、山久保の十一か村が合併し、土合村（「十一」→「土」の村が「合」わさるというのが由来）となる。
- 1955年（昭和30年）1月1日 - 旧大久保村、旧土合村が旧浦和市に合併され、以後大久保地区、土合地区とよばれる。
- 2001年（平成13年）5月1日 - 旧浦和市が旧大宮市・旧与野市と合併しさいたま市となる。
- 2003年（平成15年）4月1日 - 政令指定都市移行に伴い、大久保地区と土合地区のうち関・鹿手袋を除く地域をもって桜区が発足。

### 区名の由来
|   | 名称     | 件数  |
| 1 | 浦和西区 | 1,471 |
| 2 | 桜区     | 550   |
| 3 | 秋ヶ瀬区 | 547   |
| 4 | 緑区     | 213   |
| 5 | 西区     | 184   |
| 6 | 西浦和区 | 170   |

区名は、荒川河川敷の秋ヶ瀬地区（田島ヶ原）に日本でも最大級のサクラソウ自生地があることに由来するものであり、歴史上の地名に基づくものではない。なお、サクラソウはサクラソウ科、サクラはバラ科の植物であり、それぞれはまったく異なる種である。

## 人口
桜区成立後から毎年4月1日の人口。住民基本台帳人口より（台帳法改正前の2012年以前は台帳人口+外国人登録人口の数値）。
| \| 2003年（平成15年） \| 91,587人 \| \| \| 2004年（平成16年） \| 91,568人 \| \| \| 2005年（平成17年） \| 91,292人 \| \| \| 2006年（平成18年） \| 92,039人 \| \| \| 2007年（平成19年） \| 92,160人 \| \| \| 2008年（平成20年） \| 92,510人 \| \| \| 2009年（平成21年） \| 93,867人 \| \| \| 2010年（平成22年） \| 95,545人 \| \| \| 2011年（平成23年） \| 95,600人 \| \| \| 2012年（平成24年） \| 95,469人 \| \| \| 2013年（平成25年） \| 95,027人 \| \| \| 2014年（平成26年） \| 95,451人 \| \| \| 2015年（平成27年） \| 95,381人 \| \| \| 2016年（平成28年） \| 95,522人 \| \| \| 2017年（平成29年） \| 95,718人 \| \| \| 2018年（平成30年） \| 95,812人 \| \| \| 2019年（令和1年） \| 95,711人 \| \| \| 2020年（令和2年） \| 95,920人 \| \| \| 2021年（令和3年） \| 95,815人 \| \| \| 2022年（令和4年） \| 95,848人 \| \| \| 2023年（令和5年） \| 96,160人 \| \| \| 2024年（令和6年） \| 96,518人 \| \| |          |  |
| |          |  |
| 2003年（平成15年） | 91,587人 |  |
| 2004年（平成16年） | 91,568人 |  |
| 2005年（平成17年） | 91,292人 |  |
| 2006年（平成18年） | 92,039人 |  |
| 2007年（平成19年） | 92,160人 |  |
| 2008年（平成20年） | 92,510人 |  |
| 2009年（平成21年） | 93,867人 |  |
| 2010年（平成22年） | 95,545人 |  |
| 2011年（平成23年） | 95,600人 |  |
| 2012年（平成24年） | 95,469人 |  |
| 2013年（平成25年） | 95,027人 |  |
| 2014年（平成26年） | 95,451人 |  |
| 2015年（平成27年） | 95,381人 |  |
| 2016年（平成28年） | 95,522人 |  |
| 2017年（平成29年） | 95,718人 |  |
| 2018年（平成30年） | 95,812人 |  |
| 2019年（令和1年） | 95,711人 |  |
| 2020年（令和2年） | 95,920人 |  |
| 2021年（令和3年） | 95,815人 |  |
| 2022年（令和4年） | 95,848人 |  |
| 2023年（令和5年） | 96,160人 |  |
| 2024年（令和6年） | 96,518人 |  |

## 町名
桜区では、一部の地区で住居表示に関する法律に基づく住居表示が実施されている。
| 町名         | 町名の読み       | 設置年月日   | 住居表示実施年月日 | 住居表示実施直前の町名 | 備考 |  |
| ------------ | ---------------- | ------------ | ------------------ | ---------------------- | ---- |  |
| 大久保領家   | おおくぼりょうけ | 1955年4月1日 | 未実施             |                        |      |  |
| 上大久保     | かみおおくぼ     | 1889年4月1日 | 未実施             |                        |      |  |
| 下大久保     | しもおおくぼ     | 1889年4月1日 | 未実施             |                        |      |  |
| 五関         | ごせき           | 1889年4月1日 | 未実施             |                        |      |  |
| 栄和         | さかわ           | 1889年4月1日 | 未実施             |                        |      |  |
| 栄和一丁目   | さかわ           | 1985年8月1日 | 1985年8月1日       |                        |      |  |
| 栄和二丁目   | さかわ           | 1985年8月1日 | 1985年8月1日       |                        |      |  |
| 栄和三丁目   | さかわ           | 1985年8月1日 | 1985年8月1日       |                        |      |  |
| 栄和四丁目   | さかわ           | 1985年8月1日 | 1985年8月1日       |                        |      |  |
| 栄和五丁目   | さかわ           | 1985年8月1日 | 1985年8月1日       |                        |      |  |
| 栄和六丁目   | さかわ           | 1985年8月1日 | 1985年8月1日       |                        |      |  |
| 桜田一丁目   | さくらだ         | 1985年8月1日 | 1985年8月1日       |                        |      |  |
| 桜田二丁目   | さくらだ         | 1985年8月1日 | 1985年8月1日       |                        |      |  |
| 桜田三丁目   | さくらだ         | 1985年8月1日 | 1985年8月1日       |                        |      |  |
| 在家         | ざいけ           | 1955年1月1日 | 未実施             |                        |      |  |
| 新開         | しびらき         | 1889年4月1日 | 未実施             |                        |      |  |
| 新開一丁目   | しびらき         | 1985年8月1日 | 1985年8月1日       |                        |      |  |
| 新開二丁目   | しびらき         | 1985年8月1日 | 1985年8月1日       |                        |      |  |
| 新開三丁目   | しびらき         | 1985年8月1日 | 1985年8月1日       |                        |      |  |
| 新開四丁目   | しびらき         | 1985年8月1日 | 1985年8月1日       |                        |      |  |
| 宿           | しゅく           | 1889年4月1日 | 未実施             |                        |      |  |
| 昭和         | しょうわ         | 1970年7月1日 | 未実施             |                        |      |  |
| 白鍬         | しらくわ         | 1889年4月1日 | 未実施             |                        |      |  |
| 神田         | じんで           | 1889年4月1日 | 未実施             |                        |      |  |
| 関           | せき             | 1889年4月1日 | 未実施             |                        |      |  |
| 田島         | たじま           | 1889年4月1日 | 未実施             |                        |      |  |
| 田島一丁目   | たじま           | 1986年8月1日 | 1986年8月1日       |                        |      |  |
| 田島二丁目   | たじま           | 1986年8月1日 | 1986年8月1日       |                        |      |  |
| 田島三丁目   | たじま           | 1986年8月1日 | 1986年8月1日       |                        |      |  |
| 田島四丁目   | たじま           | 1986年8月1日 | 1986年8月1日       |                        |      |  |
| 田島五丁目   | たじま           | 1986年8月1日 | 1986年8月1日       |                        |      |  |
| 田島六丁目   | たじま           | 1986年8月1日 | 1986年8月1日       |                        |      |  |
| 田島七丁目   | たじま           | 1985年8月1日 | 1985年8月1日       |                        |      |  |
| 田島八丁目   | たじま           | 1985年8月1日 | 1985年8月1日       |                        |      |  |
| 田島九丁目   | たじま           | 1985年8月1日 | 1985年8月1日       |                        |      |  |
| 田島十丁目   | たじま           | 1985年8月1日 | 1985年8月1日       |                        |      |  |
| 塚本         | つかもと         | 1971年6月1日 | 未実施             |                        |      |  |
| 道場         | どうじょう       | 1889年4月1日 | 未実施             |                        |      |  |
| 道場一丁目   | どうじょう       | 1985年8月1日 | 1985年8月1日       |                        |      |  |
| 道場二丁目   | どうじょう       | 1985年8月1日 | 1985年8月1日       |                        |      |  |
| 道場三丁目   | どうじょう       | 1985年8月1日 | 1985年8月1日       |                        |      |  |
| 道場四丁目   | どうじょう       | 1985年8月1日 | 1985年8月1日       |                        |      |  |
| 道場五丁目   | どうじょう       | 1985年8月1日 | 1985年8月1日       |                        |      |  |
| 中島         | なかじま         | 1889年4月1日 | 未実施             |                        |      |  |
| 中島一丁目   | なかじま         | 1986年8月1日 | 1986年8月1日       |                        |      |  |
| 中島二丁目   | なかじま         | 1986年8月1日 | 1986年8月1日       |                        |      |  |
| 中島三丁目   | なかじま         | 1986年8月1日 | 1986年8月1日       |                        |      |  |
| 中島四丁目   | なかじま         | 1985年8月1日 | 1985年8月1日       |                        |      |  |
| 西堀         | にしぼり         | 1889年4月1日 | 未実施             |                        |      |  |
| 西堀一丁目   | にしぼり         | 1988年8月1日 | 1988年8月1日       |                        |      |  |
| 西堀二丁目   | にしぼり         | 1988年8月1日 | 1988年8月1日       |                        |      |  |
| 西堀三丁目   | にしぼり         | 1988年8月1日 | 1988年8月1日       |                        |      |  |
| 西堀四丁目   | にしぼり         | 1988年8月1日 | 1988年8月1日       |                        |      |  |
| 西堀五丁目   | にしぼり         | 1988年8月1日 | 1988年8月1日       |                        |      |  |
| 西堀六丁目   | にしぼり         | 1988年8月1日 | 1988年8月1日       |                        |      |  |
| 西堀七丁目   | にしぼり         | 1988年8月1日 | 1988年8月1日       |                        |      |  |
| 西堀八丁目   | にしぼり         | 1988年8月1日 | 1988年8月1日       |                        |      |  |
| 西堀九丁目   | にしぼり         | 1988年8月1日 | 1988年8月1日       |                        |      |  |
| 西堀十丁目   | にしぼり         | 1988年8月1日 | 1988年8月1日       |                        |      |  |
| 町谷         | まちや           | 1889年4月1日 | 未実施             |                        |      |  |
| 町谷一丁目   | まちや           | 1986年8月1日 | 1986年8月1日       |                        |      |  |
| 町谷二丁目   | まちや           | 1985年8月1日 | 1985年8月1日       |                        |      |  |
| 町谷三丁目   | まちや           | 1985年8月1日 | 1985年8月1日       |                        |      |  |
| 町谷四丁目   | まちや           | 1985年8月1日 | 1985年8月1日       |                        |      |  |
| 南元宿       | みなみもとじゅく | 1889年4月1日 | 未実施             |                        |      |  |
| 南元宿一丁目 | みなみもとじゅく | 1986年8月1日 | 1986年8月1日       |                        |      |  |
| 南元宿二丁目 | みなみもとじゅく | 1986年8月1日 | 1986年8月1日       |                        |      |  |
| 山久保       | やまくぼ         | 1889年4月1日 | 未実施             |                        |      |  |
| 山久保一丁目 | やまくぼ         | 1986年8月1日 | 1986年8月1日       |                        |      |  |
| 山久保二丁目 | やまくぼ         | 1986年8月1日 | 1986年8月1日       |                        |      |  |

旧土合村のうち、鹿手袋、四谷と関一丁目・二丁目は、南区に含まれる。なお土合地区では、堤内の大部分で住居表示が施行され町丁となっている一方、人口のほとんどいない荒川の堤外では大字表記となっている。堤外では多数の大字が入り組んでいて飛び地が多く、桜区における大字関も、このような堤外地にある小さな飛び地の1つである。

## 行政・政治

### 行政機関
- 桜区役所

桜区役所は、桜区の設置にあたって新設されたプラザウエストの中におかれている。
- 大久保支所
- 土合支所
- 西浦和駅市民の窓口

上記の各支所・窓口は、桜区役所の「区民生活部」に属する。
区長、区民会議
- 区長は吉住俊幸である。
- さいたま市では、全行政区に「区民会議」が設置されている。2014年現在、桜区区民会議は19名で構成されている。

### 県の行政機関
- 埼玉県企業局大久保浄水場
- 埼玉県企業局水道整備事務所
- 埼玉県動物指導センター南支所（さいたま市は桜区神田に所在する「さいたま市動物愛護ふれあいセンター」が担当している）
- 埼玉県下水道公社 本社

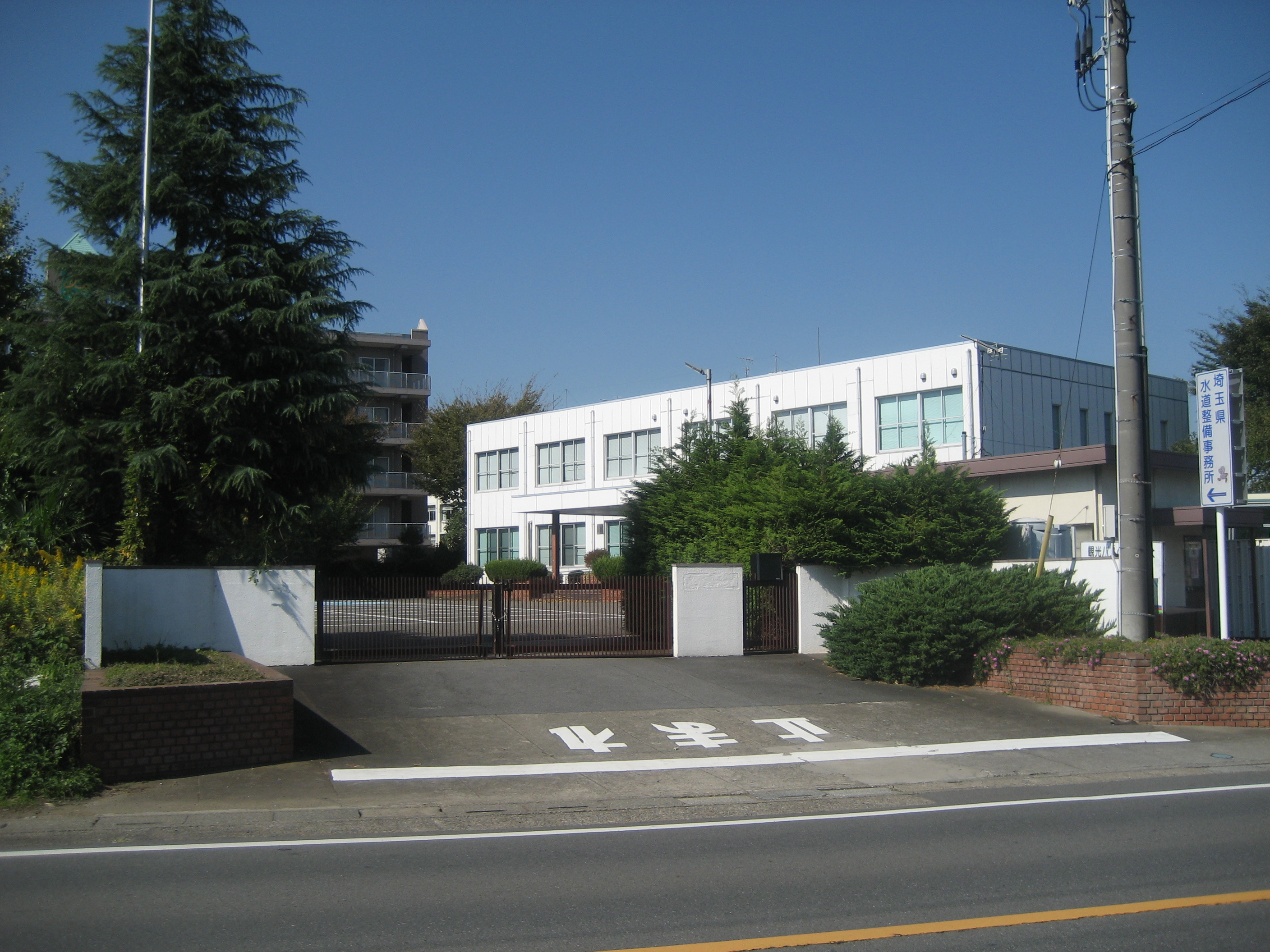
水道整備事務所
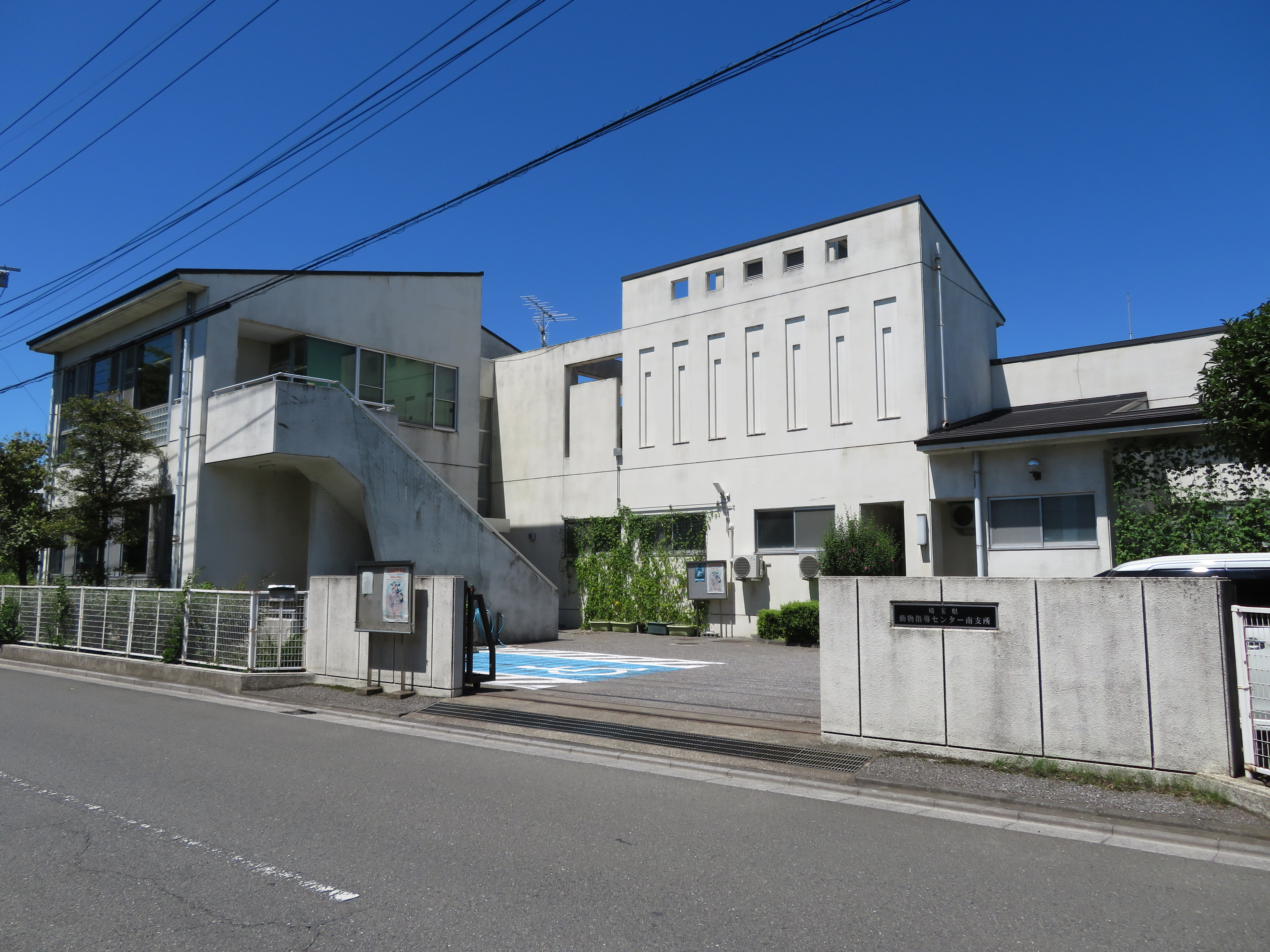
埼玉県動物指導センター南支所

### 警察・消防
- さいたま市桜消防署
  - 大久保出張所
  - 西浦和出張所
- 区内は全域が中央区にある浦和西警察署の管内である。
  - 西堀交番
  - 大久保交番
  - 田島団地交番
  - 新開交番

## 施設・名所

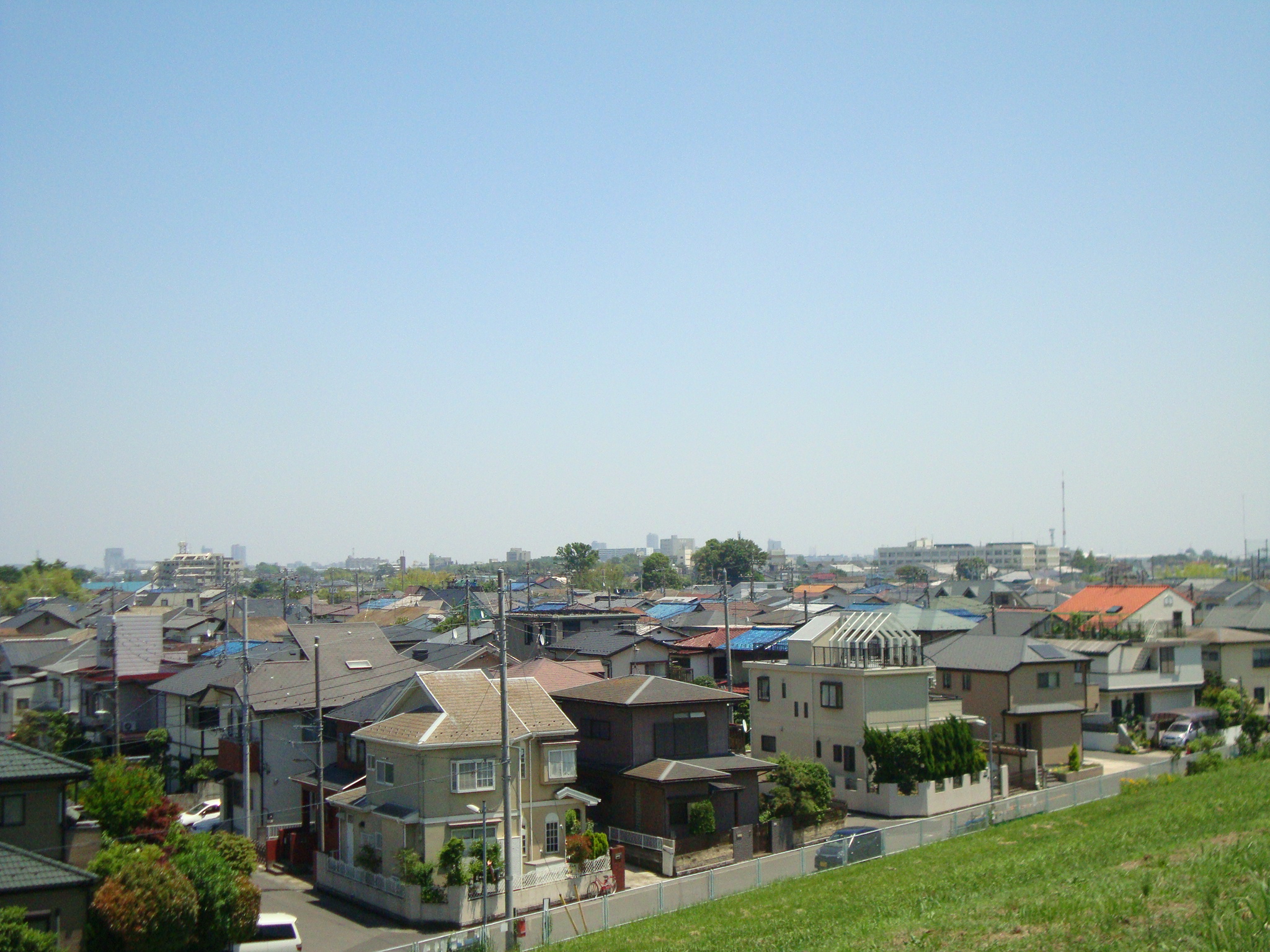
住宅街

### 主な施設
- アメダス さいたま観測点（大久保浄水場内）
- 水資源機構 総合技術センター
- 浦和総合流通センター - 浦和中央青果市場、浦和卸売市場
- 平野原送信所（新開タワー） - NHKさいたまFM放送（周波数85.1MHz・5kW）、テレビ埼玉（アナログ38ch、デジタル32ch リモコンキーID…3）
- NHKラジオ第一放送（594kHz）、第二放送（693kHz）予備送信所（共用、10kW）
- 鴻沼資料館
- 内木酒造 - さいたま市内最古の酒蔵
- 文明堂 浦和工場
- 舟和本店 浦和工場
- レッズランド
- ディーエムエス 業務センター
- コニシ 関東支社（旧東京本社） - 浦和工場跡地に2019年設立
- オリジン電気 本社事業所
- ロヂャース 本社・浦和店
- JR東日本フーズ（旧・日本レストランエンタプライズ） 浦和工場
- 桜環境センター
- クリーンセンター西堀

郵便の集配業務はさいたま新都心郵便局、税金は浦和税務署が管轄している。

### 公園
- 秋ヶ瀬公園
- 荒川総合運動公園
- さくら草公園
- 西堀高沼公園
- 千貫樋公園

- 千貫樋公園
- 桜区内の荒川河川敷の幅は2km弱に及ぶ
- さくら草公園
- 荒川総合運動公園

### 寺社
- 大泉院
- 田島氷川神社
- 薬師堂

### 史跡
- 大久保古墳群
- 大久保条里遺跡
- 土合古墳群
  - 本杢古墳
- 真鳥山城跡

## 教育

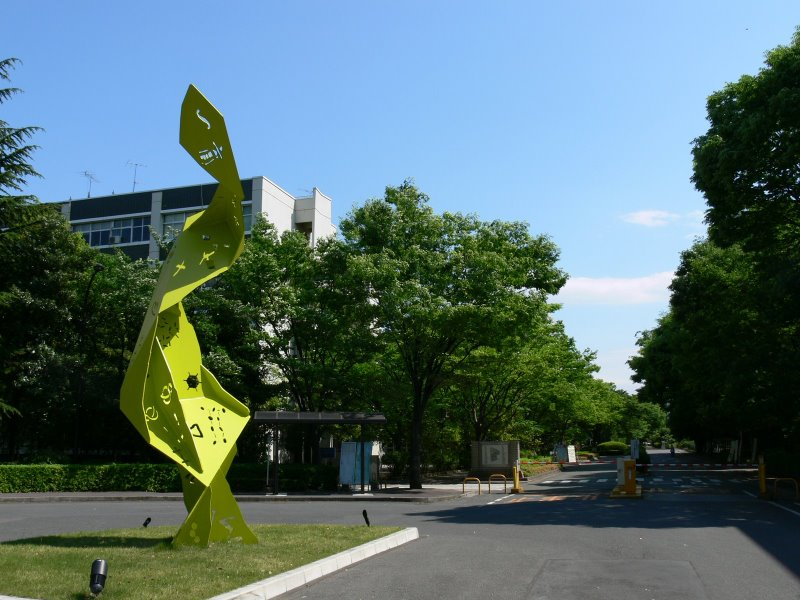
埼玉大学

大学
- 埼玉大学

高等学校
- 埼玉県立浦和北高等学校
- 埼玉県立浦和工業高等学校
- 埼玉県立常盤高等学校

中学校
- さいたま市立大久保中学校
- さいたま市立土合中学校
- さいたま市立田島中学校
- さいたま市立上大久保中学校

小学校
| - さいたま市立大久保小学校 - さいたま市立土合小学校 - さいたま市立栄和小学校 - さいたま市立大久保東小学校 | - さいたま市立田島小学校 - さいたま市立新開小学校 - さいたま市立神田小学校 - さいたま市立中島小学校 |

特別支援学校
- 埼玉県立特別支援学校さいたま桜高等学園

体育施設
- さいたま市記念総合体育館
- 浦和西体育館

社会教育施設
- さいたま市立桜図書館
  - 大久保東分館
- 大久保公民館
- 大久保東公民館
- 栄和公民館
- 土合公民館
- 田島公民館

## 交通

### 鉄道
東日本旅客鉄道（JR東日本）
 武蔵野線
- - 西浦和駅 -

 埼京線
- - 中浦和駅 -

### バス
- 国際興業バス(浦和駅西口発・浦11・浦12・浦12-2・浦桜13-3・浦15系統、桜区役所降車徒歩1分 南与野駅西口発・南与01・南与02・志03-3・北朝02系統、埼玉大学降車徒歩15分 北浦和駅西口発 北浦03系統、埼玉大学降車徒歩15分)
- 西武バス
- さいたま市コミュニティバス
  - 桜区コミュニティバス - 国際興業バス西浦和営業所に運行委託
    - （市民医療センター - ）市民医療センター西 - 大久保団地西 - 埼玉大学 - 桜区役所 - 新開交番前 - 田島団地 - 西浦和駅 - 中浦和駅北入口（ - 中浦和駅）

### 道路
高速道路
- 首都高速道路埼玉大宮線（埼玉県道124号高速さいたま戸田線）
  - 浦和北
  - 浦和中央（予定）

一般国道
- 国道17号（新大宮バイパス）
- 国道463号（埼大通り・浦和所沢バイパス）

県道
- 主要地方道
  - 埼玉県道40号さいたま東村山線（志木街道）
  - 埼玉県道57号さいたま鴻巣線（新六間道路）
  - 埼玉県道79号朝霞蕨線
- 一般県道
  - 埼玉県道155号さいたま武蔵丘陵森林公園自転車道線（荒川サイクリング道路）
  - 埼玉県道165号大谷本郷さいたま線
  - 埼玉県道215号宗岡さいたま線（八幡通り）
  - 埼玉県道382号早瀬さいたま線（県道79号と共用）

## ギャラリー
- 西浦和駅
- 埼玉大学
- 大久保浄水場
- レッズランド
- さいたま市記念総合体育館

## 計画
西浦和駅西側の田島七丁目・八丁目地区はさいたま市の産業集積拠点として選定され、今後区画整理事業などにより基盤整備が行われたのちに企業の本社機能や研究開発機能の誘致が行われる予定である。現在も比較的工場が多く集積するが、住宅が農地なども多く、整備の上で企業誘致をすることを決めた。2015年現在権利者との調整や各種調査・設計等の段階である。また、西浦和駅北口のまちづくり事業も検討されている。西浦和駅南側では将来的に田島団地の建て替え工事が予定されており、まちづくりの検討が行われている。